# 泣いた笑った! ご対面あの人に会いたい
泣いた笑った! ご対面あの人に会いたい（ないたわらった! ごたいめんあのひとにあいたい）は、日本テレビ系で、2007年5月24日にモクスペ枠で放送されたバラエティ番組である。

## 番組内容
有名芸能人が面白エピソードを語り出し、何らかの理由で会いたい人を捜し出し、感動の再会を実現させる番組である。
以前、島田紳助が司会していた『嗚呼!バラ色の珍生』の原型となった特番が数年ぶりに復活。

## 出演者

### 司会
- 島田紳助
- 東野幸治（紳助がエピソードの為、飛び入り司会となった）
- 西尾由佳理（日テレアナウンサー）

### ゲスト
- 笹野高史
- 島田洋七
- バナナマン（設楽統・日村勇紀）
- チュートリアル（徳井義実・福田充徳）
- ボビー・オロゴン
- IKKO
- 小沢真珠
- 大沢あかね

## スタッフ

### 1994年1月13日放送
- ナレーター：渡辺篤史、増山江威子
- 構成：豊村剛、矢頭浩、山賀淳子
- SW：内山久光
- カメラ：宮本幸夫
- 音声：柏崎芳則
- 照明：河内俊明
- 美術：高野豊
- デザイン：石附千秋、中村桂子
- 美術協力：俳優座、テレフィット、東京衣裳、京花園、古摩電設、ル・オブジェ・アール・スタジオ
- マルチ：ジャパンテレビ
- 音効：佐藤喜純
- TK：桐原千春
- 広報：大関雅人
- 編集：島貫麻理子
- MA：西村善雄
- 協力：オムニバス・ジャパン
- 制作進行：市戸裕子
- デスク：森田香織
- ディレクター：林田正記、亀尾喜由、能登高志
- 演出：松井昂史
- プロデューサー：小杉善信、三木豊、和田隆、大谷哲郎、和山泰明
- 制作協力：三木プロダクション、スタッフ東京
- 制作：神戸文彦、重松修
- 製作著作：日本テレビ

### 2007年放送
- 構成：豊村剛、上下真三
- TM：牛山雅博
- SW：高梨正利
- CAM：山田祐一
- MIX：大島康彦
- AUD：池田正義
- VE：三山隆浩
- VTR：田口徹
- LD：佐野広之
- モニター：大江房夫
- 技術協力：NiTRo、ヌーベルフォース
- 美術プロデューサー：高野豊
- 美術デザイン：石附千秋、熊崎真知子
- 大道具：小笠原憲仁
- 小道具：吉田浩
- 電飾：阿部幸子
- メイク：小島梨香
- 持道具：吉田美樹
- 衣裳：村上紘美
- 結髪：奥松かつら
- 編集：望月武
- MA：林壮樹
- TK：伊藤千春
- 音効：高取謙
- 広報：立柗典子
- 美術協力：日テレアート
- 編集協力：読売映像
- アニメーション：阿部司
- CG：キャニットG
- 協力：81プロデュース、ファッションパークBeBe、狛江・むいむら民衆館、大月市立宮谷小学校
- 中継協力：福岡放送
- AD：亀山敦史、岡里有佑子、増田典史
- AP：山中れい子
- ディレクター：井上伸正、長井香織、滝田朋之、山泉貴弘、塚田直之
- 演出：松井昂史＝松井貴志、米川昭吾
- プロデューサー：和田隆、日向野明、小川潔 ／ 磯野太
- 制作：創輝
- 製作著作：日テレ